# Ľudovít Varga (malíř)
Ľudovít Varga známý též pod pseudonymem 27 (27. ledna 1917, Merašice – 7. dubna 1945, Mauthausen) byl slovenský malíř a účastník SNP.

## Životopis
Studoval na reálném gymnáziu v Nitře, na učitelském ústavu v Modre (1932–1936), na oddělení kreslení a malování SVŠT v Bratislavě (1932–1938). Během studií začal pracovat v odboji, od roku 1942 pracoval jako asistent na SVŠT v Bratislavě. Od 20. srpna 1944 byl zpravodajem na velitelství pozemního vojska Hlavního velení povstalecké armády v Banské Bystrici. Během SNP navrhoval povstalecké plakáty, spolupracoval na přípravě 4-korunové čs. známky k 1. výročí Povstání (návrh se nezachoval). Roku 1945 byl zatčen, po věznění v Bratislavě transportován do Mauthausenu. V jeho díle je zastoupena krajinomalba, portrét a figurální kompozice, v posledním tvůrčím období byla pro něj charakteristická kresba tuší. Je autorem expresivních, barevně zvláštních figurálních kompozic, vyjadřujících hrůzy války.

## Rodina
- otec Ján Varga
- matka Apolónia rozená Machovičová

## Galerie

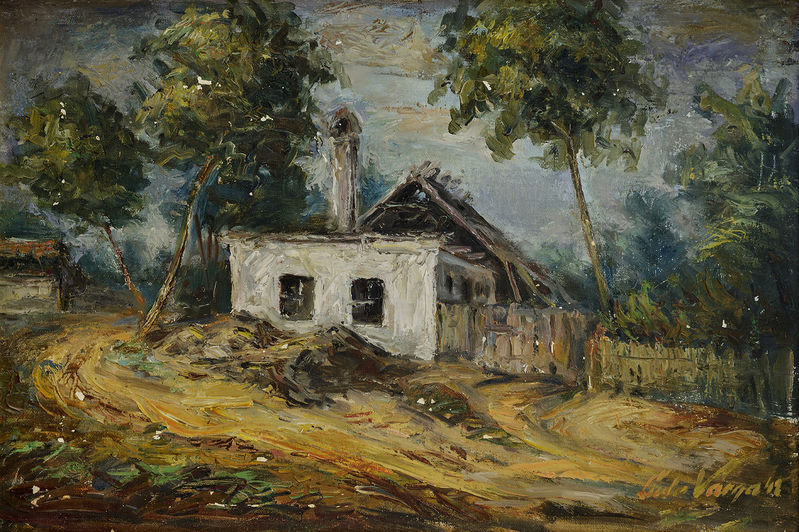
Zhorenisko, olej na plátně (1942)
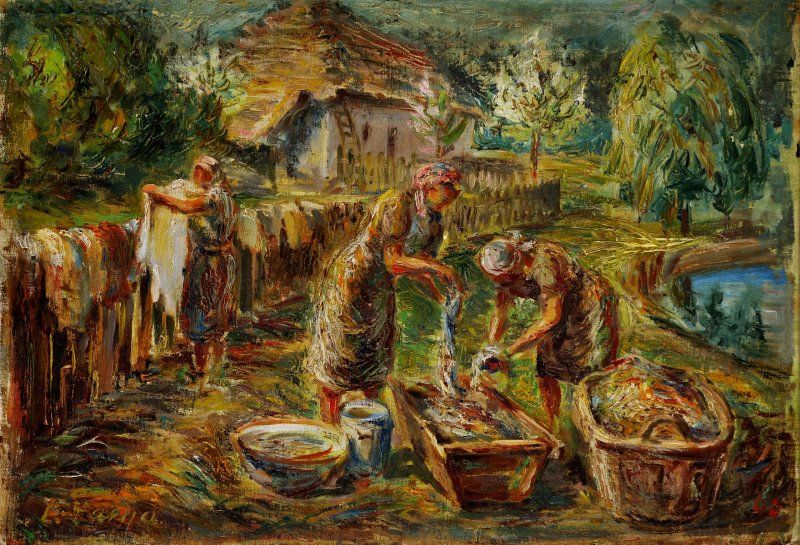
Práčky, olej na plátně (1942)
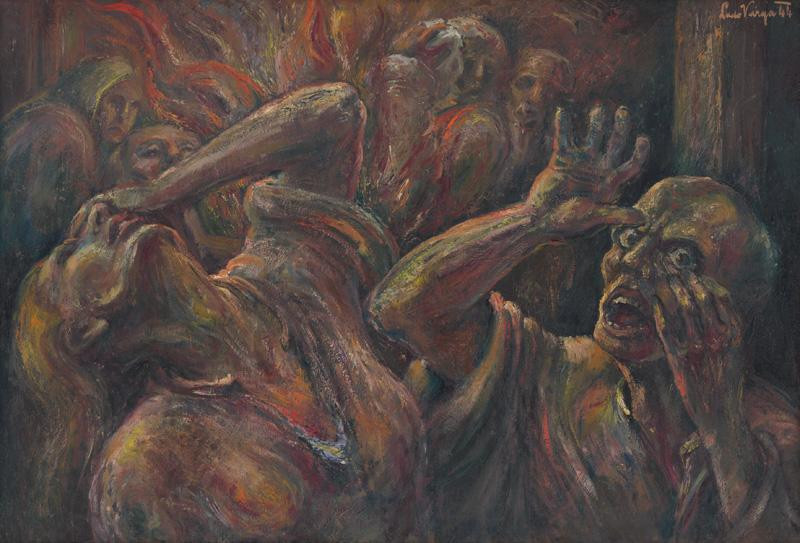
Výjav z koncentráku, olej na překližce (1944)
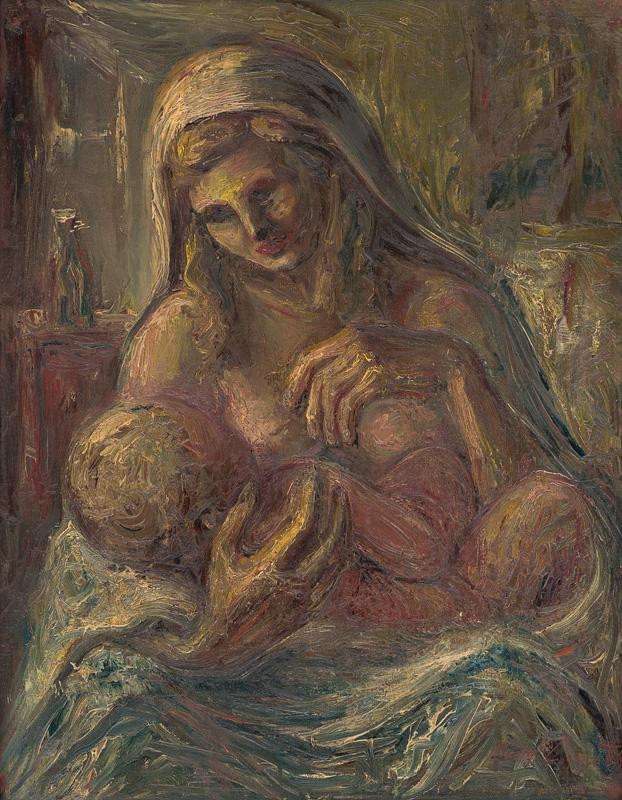
Madona s dieťaťom, olej na plátně (1944)
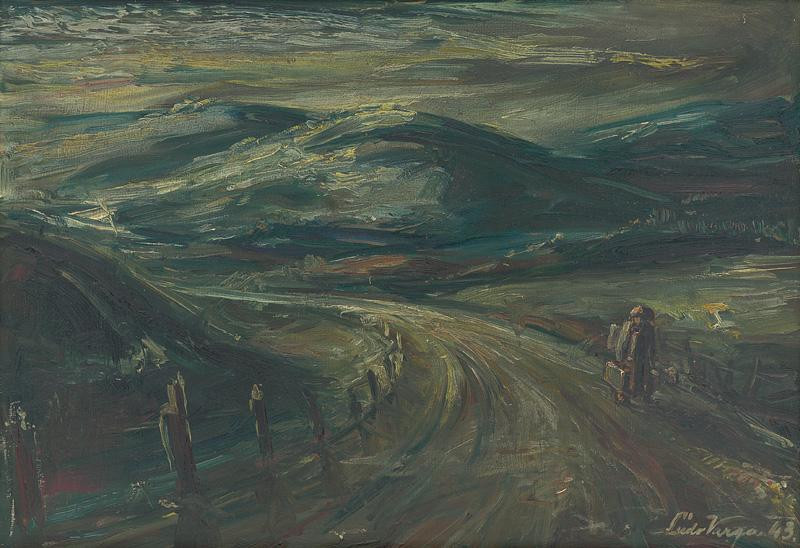
Krajina s pocestnými, olej na hrubém kartónu (1943)
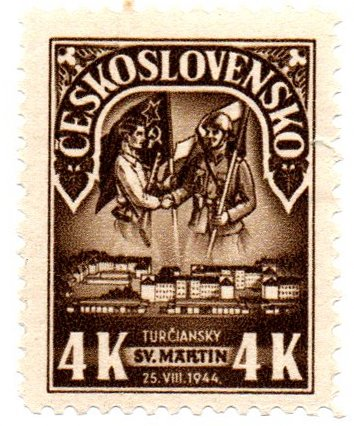
poštovní známka z tzv. Partyzánského vydání